# ウディ人
ウディ人（ウディじん、ロシア語: Удины;  英語: Udis）とは、レズギ系の民族で、コーカサス地方の先住民。主にロシア連邦とアゼルバイジャンに居住している。

## 概要
ウディ人はカフカス・アルバニア王国の民の末裔と言われている。古くからキリスト教東方正教会を信仰する。北東コーカサス語族に属するレズギ諸語のウディ語を話す。